# Rudolf Küstermeier
Rudolf Küstermeier (geboren 9. Februar 1903 in Bielefeld; gestorben 4. Dezember 1977 in Tel Aviv) war ein deutscher Widerstandskämpfer gegen den Nationalsozialismus und Journalist. Er war 1933 einer der Gründer der Widerstandsgruppe Roter Stoßtrupp. Nach seiner Befreiung aus dem Konzentrationslager Bergen-Belsen 1946 wurde er erster Chefredakteur der Zeitung Die Welt. Ab 1957 war er der erste deutsche Korrespondent (für die DPA) in Israel.

## Leben

### Frühe Jahre

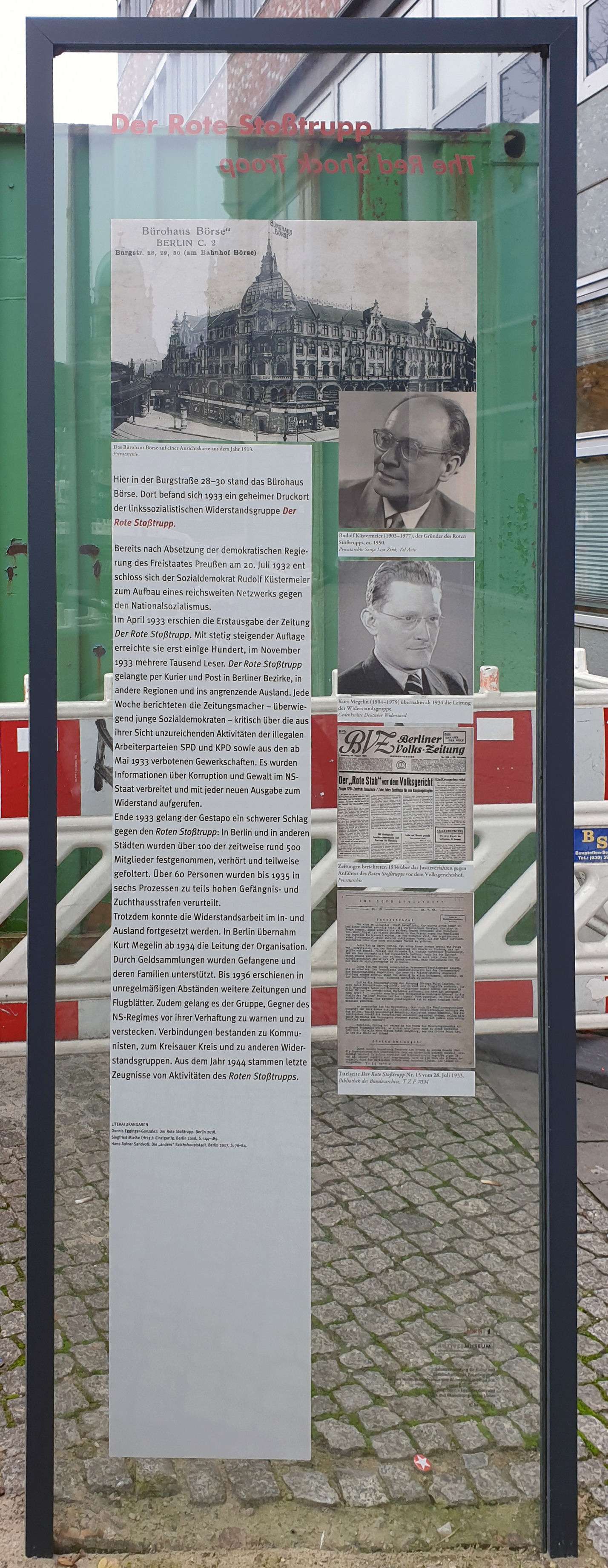
Gedenktafel in Berlin-Mitte

Küstermeier besuchte zunächst ein Lehrerseminar. Anschließend studierte er Geschichte, Volkswirtschaft, Philosophie und Zeitungswissenschaft in Münster, Freiburg im Breisgau und an der Hochschule für Politik in Berlin. Er war Assistent des Ökonomieprofessors Gerhart von Schulze-Gaevernitz, und daneben war er bereits als Werkstudent journalistisch für renommierte Zeitungen tätig. Außerdem beteiligte er sich an sozialistisch orientierten Studentenorganisationen.

### Sozialdemokratischer Publizist
Er war Sozialdemokrat und stand den „jungen Rechten“ in der Partei nahe. Er schrieb unter anderem für die Neuen Blätter für den Sozialismus und das gewerkschaftliche Theorieorgan Die Arbeit. Er beschäftigte sich ähnlich wie Walter Pahl insbesondere mit der politischen und sozialen Rolle des Mittelstandes. Er gehörte zu denjenigen, die innerhalb der SPD für eine Annäherung an die Mittelschichten warben. Im Jahr 1931 veröffentlichte er in Die Arbeit den Aufsatz Die Proletarisiserung des Mittelstandes und die Verwirklichung des Sozialismus. Auch wenn es lange dauere, müssten diese Gruppen zur Einsicht in ihre in Wirklichkeit proletarische Existenz gebracht werden. Wie der Historiker Michael Prinz urteilt, war dieses Rezept wenig geeignet, die Angestellten für die Sozialdemokratie zu gewinnen. In den Neuen Blättern veröffentlichte er Anfang 1933 eine Untersuchung – Die Mittelschichten und ihr politischer Weg – über die Affinität des Mittelstands zum Nationalsozialismus. Die Nähe weiter Teile des Mittelstandes zur NSDAP seit 1930 war für ihn unbestreitbar, er warnte aber davor, von einer politischen Homogenität dieser Gruppe auszugehen. Selbst in der SPD gäbe es Angehörige dieser sozialen Schichten.

### Zeit des Nationalsozialismus
Weil er mit der Haltung der SPD gegenüber dem Nationalsozialismus nicht einverstanden war, entstand um ihn Ende 1932 ein Diskussionszirkel, aus dem sich bereits kurz vor Beginn der nationalsozialistischen Herrschaft die Widerstandsgruppe Roter Stoßtrupp entwickelte. Unter diesem Titel verbreitete die Gruppe ab April 1933 in verschiedenen deutschen Städten und im angrenzenden Ausland auch eine illegale Zeitschrift, die bis Ende 1933 in 27 Ausgaben erschien und zuletzt eine Auflage von ca. 1500 Exemplaren hatte. Küstermeier und seine bis zu 500 Mitstreiter traten für einen Neubeginn der Linken jenseits von SPD und KPD ein. Die Gruppe war offen für Gegner des NS-Regimes aus unterschiedlichen politischen Lagern. Küstermeier betätigte sich außerdem als Redakteur bei der regimekritischen Wochenzeitung Blick in die Zeit. Er war zuständig für Wirtschaft, Sport und Vermischtes.
Küstermeier wurde Ende November 1933 verhaftet und Ende August 1934 mit einigen weiteren Führungsmitgliedern des Roten Stoßtrupps vom Volksgerichtshof zu zehn Jahren Zuchthaus verurteilt. Das Verfahren gegen „Zinn und Genossen“ war der zweite Prozess vor dem Sondergericht. Hermann Göring persönlich soll die Verlegung vom Reichsgericht Leipzig angeordnet haben. Küstermeier saß in der Folge im Zuchthaus Brandenburg. Die von ihm mitgegründete Widerstandsgruppe bestand ohne sein Zutun noch bis 1944 in zwei Gliederungen weiter. Küstermeier und andere inhaftierte Mitglieder der Widerstandsgruppe sowie deren Familien wurden während ihrer Haftzeit von einem Hilfsfonds der Widerstandsgruppe mit Kleidung, Nahrung, Geld und Büchern unterstützt. Dieser Hilfsfonds wurde unter anderem von Küstermeiers damaliger Frau Elisabeth (spätere Eberhard) getragen. Nach der Verbüßung seiner Strafe kam er 1943 frei, nahm seine illegale Tätigkeit wieder auf und wurde nur einige Wochen später erneut verhaftet. Es folgten Inhaftierungen im KZ Sonnenburg und im KZ Sachsenhausen. Anfang Februar 1945 kam er mit einem der Krankentransporte ins KZ Bergen-Belsen. Er war einer der wenigen, die die Krankentransporte überlebten. Im KZ arbeitete er als Schreiber im Krankenblock. Über seine Zeit in Bergen-Belsen veröffentlichte er später einen Bericht.

### Nachkriegszeit
Nach der Befreiung vom Nationalsozialismus war Küstermeier von 1. April 1946 bis 31. März 1950 Chefredakteur der von den britischen Besatzungsbehörden maßgeblich mitgegründeten Zeitung Die Welt. Empfohlen hatte ihn Derrick Sington, der als britischer Kontrolloffizier bei der Welt tätig war. Er folgte dem von seiner Vergangenheit im Dritten Reich belasteten Hans Zehrer, der kurz vor Erscheinen der ersten Ausgabe seinen Posten aufgeben musste. Die Leitartikel von Küstermeier spiegelten seine hohen moralischen Ansprüche wider. 1949 schrieb er „Die Welt ist mit einer politischen Aufgabe gegründet worden, nicht um eines Geschäftes willen. Sie hat nur Sinn als die große übergeordnete Zeitung, die im wesentlichen Zweitzeitung ist und es sein kann, weil sie umfassender und zuverlässiger informiert als andere Zeitungen, weil ihr die Sache über dem Effekt steht, weil sie seriös ist bis in die Aufmachung hinein.“ 1950 trat der unter den Folgen der Haft leidende Küstermeier zurück, nachdem die Zeitung erhebliche Auflagenrückgänge hinnehmen musste und es zu internen Unstimmigkeiten gekommen war.
1951 gründete er zusammen mit Erich Lüth und anderen die Friedensinitiative Aktion Frieden mit Israel. In Presseartikeln wurde Israel um Verzeihung und Frieden gebeten. Er schrieb in der Welt am 1. September 1951 dazu: „Bevor wir von Israel einen entsprechenden Schritt erwarten können, müssen wir etwas tun, was diesen Schritt erleichtert. Der Ruf, bei solchem Tun mitzuhelfen, geht nicht nur an unsere Regierung, sondern an jeden, der sich verantwortlich fühlt für die Aufgabe, auch zwischen Deutschen und Judentum wieder zu Frieden und Zusammenarbeit zu kommen.“ Er war damit eine der ersten Persönlichkeiten, die sich für eine Annäherung zwischen Deutschland und Israel einsetzten. Diese Aktion hatte eine beachtliche Resonanz in der Öffentlichkeit und wurde von zahlreichen Politikern unterstützt. Die Aktion hat möglicherweise dazu beigetragen, dass Israel die Regierungserklärung von Konrad Adenauer vom September 1951 zur Wiedergutmachung als Voraussetzung zu weiteren Verhandlungen akzeptiert hat.
Küstermeier war seit 1957 als erster deutscher Journalist dauerhaft in Israel tätig. Er war bis 1968 Korrespondent der DPA. Dort berichtete er unter anderem über den Prozess gegen Adolf Eichmann und war Zeuge von dessen Hinrichtung.
In Israel wurde er 1963 mit der Carl-von-Ossietzky-Medaille geehrt. Im selben Jahr erhielt er den Theodor-Wolff-Preis des Bundesverbandes Deutscher Zeitungsverleger. Die israelisch-deutsche Gesellschaft verleiht einen Rudolf-Küstermeier-Preis.